# Psychosomatik
Psychosomatik ist ein Teilgebiet der Medizin, das die Wechselwirkungen zwischen Psyche (von ψυχή psyché„Atem, Hauch, Seele“) und Körper (von σῶμα soma „Körper, Leib“) untersucht.
Als Krankheitslehre berücksichtigt Psychosomatik psychische Einflüsse auf somatische (körperliche) Vorgänge und umgekehrt. Die theoretischen Modelle zur Erklärung der dabei festgestellten Zusammenhänge variierten seit der Begründung der wissenschaftlichen Medizin durch Hippokrates von Kos um 400 v. Chr. erheblich. Friedrich Schiller wird aufgrund seiner Idee von der „Mittelkraft“ oft als ein Pionier der Psychosomatik beschrieben. Komplementär zur Psychosomatik befasst sich die Somatopsychologie mit den umgekehrten Zusammenhängen, d. h. mit den Auswirkungen von körperlichen Erkrankungen auf emotionale und kognitive Prozesse, wird begrifflich aber nicht immer von der Psychosomatik unterschieden.

## Psychosomatische Medizin
Die psychosomatische Medizin (auch psychosomatische Heilkunde genannt) stellt die praktische Umsetzung der Psychosomatik in der Krankenbehandlung und Krankheitsprophylaxe dar. Sie befasst sich mit Krankheiten und Leidenszuständen, die von psychosozialen und psychosomatischen Faktoren (einschließlich dadurch bedingter körperlich-seelischer Wechselwirkungen) maßgeblich verursacht werden. Ihre Aufgabe ist dabei die Erkennung, Behandlung (somatotherapeutisch, psychosomatisch-medizinisch wie auch psychotherapeutisch), Vorbeugung und Rehabilitation dieser Leiden.
Zum klinischen Anwendungsbereich der psychosomatischen Medizin zählen:
- körperliche Erkrankungen mit ihren biopsychosozialen Aspekten (z. B. Krebskrankheiten und ihre Bewältigung; siehe auch Psychoonkologie)
- physiologisch-funktionelle Störungen (als Begleiterscheinungen von Emotionen und Konflikten sowie als direkte oder indirekte Reaktion auf psychische oder physische Traumata; siehe auch Posttraumatische Belastungsstörung und Anpassungsstörungen).
- dissoziative Störungen (Konversionsstörungen): körperliche Symptome, die auf unbewusste Konflikte zurückgehen
- Hypochondrie: die Überzeugung, an einer Krankheit zu leiden, und krankhaftes Interesse an Gesundheit und Beschwerden
- seelische Störungen, die mit körperlichen Missempfindungen einhergehen: Depressionen, Angststörungen, Persönlichkeitsstörungen.
- seelische Erkrankungen, die körperliche Auswirkungen haben: Essstörungen.
- Folgen verantwortungslosen Umgangs mit der eigenen Gesundheit (z. B. Konsum gesundheitsschädlicher, suchterzeugender Genussmittel und Drogen)

Die psychosomatische Medizin beschäftigt sich auch mit somatoformen Störungen als Sonderformen psychosomatischen Geschehens, bei denen kein organischer Befund nachweisbar ist und psychische Faktoren bei der Entstehung und Aufrechterhaltung der Symptome eine bedeutsame Rolle spielen. Häufig vorkommende Beschwerden, die dieser Gruppe zugeordnet werden, sind unter anderem Schmerzen und funktionelle Beschwerden des Herz-Kreislauf-Systems, des Magen-Darm-Bereiches und des Skelett- und Muskelsystems.
Ein Stiefkind der psychosomatischen Medizin ist die psychosomatische Urologie. Im Urogenitalbereich, der Organe umfasst, die sowohl der Ausscheidung als auch der Sexualfunktion dienen, besteht ein komplexes Geflecht von möglichen funktionellen Störungen. Dieser Bereich ist daher für psychosomatische Dysfunktion und Schmerzsyndrome prädisponiert. Nur relativ wenige Spezialisten befassen sich mit dieser Materie. In der Verkennung der psychosomatischen Zusammenhänge ist die Prostatitis eine der häufigsten Fehldiagnosen in der Urologie.

## Psychosomatische Zusammenhänge
Ein Beispiel für einen psychophysiologischen Zusammenhang: Angst führt dazu, dass die Nebennieren Adrenalin ausschütten, wodurch über das vegetative Nervensystem unter anderem die Magen-Darm-Peristaltik gehemmt wird, was bei längerer Einwirkung zu Verdauungsstörungen führen kann. Vielen Redewendungen des Alltags liegt dieser Zusammenhang zugrunde: Etwas liegt einem „schwer im Magen“, eine Sache geht einem „an die Nieren“, der Schreck „fährt einem in die Glieder“, jemandem ist eine „Laus über die Leber gelaufen“. Zudem leitet sich das Wort Hypochonder vom Hypochondrium, der beidseits der Magengrube gelegenen Bauchregion unterhalb der Rippenbögen ab. Außerordentliche emotionale Belastungen können bei manchen Menschen eine Stress-Kardiomyopathie auslösen.
Als Vermittler und neurobiologische Schnittstellen zwischen seelischen und leiblichen Vorgängen spielen das limbische System, der Thalamus als sensorisches Zentrum, das vegetative Nervensystem sowie die endokrinen Drüsen, die vom vegetativen Nervensystem Impulse für die Ausschüttung von Neurotransmittern und Hormonen erhalten, eine wichtige Rolle. Diese Zusammenhänge und deren Wirkmechanismen gehören zu den Forschungsgebieten der Psychoneuroimmunologie und Psychoneuroendokrinologie.

## Geschichte und theoretische Konzepte
Die Ursprünge der Psychosomatik lassen sich bis an die Anfänge der Medizin zurückverfolgen. In der Philosophiegeschichte gilt die Auseinandersetzung um das Leib-Seele-Problem seit der Antike als eine zentrale Frage; Schipperges verwies auf die Ursprünge dieser Auseinandersetzung in den mesopotamischen Hochkulturen. Auch schon im Buch der Sprüche Salomos im Alten Testament wird „psychosomatische“ Heilkunde kurz erwähnt: „Ein fröhliches Herz bringt gute Besserung, aber ein zerschlagener Geist vertrocknet das Gebein.“ (Spr. 17, 22; Elberfelder Bibel 1871). Nach den Aufzeichnungen seines Sekretärs Dschuzdschani diagnostizierte auch Avicenna im 11. Jahrhundert in Kurganag bei Buchara psychische Gründe für somatische Beschwerden eines seiner Patienten.
Als Wegbereiter der Psychosomatik in der Medizin gilt Georg Ernst Stahl.
Das Wort Psychosomatik wurde 1818 von Johann Christian August Heinroth (1773–1843) geprägt. Heinroth versuchte als „Psychiker“, jedes Krankheitsgeschehen in seinen psychischen wie somatischen und lebensgeschichtlichen Gesamtzusammenhängen zu verstehen. Dabei lag er mit seiner moralistischen Deutung von Krankheit (jede „Seelenstörung“ beschrieb er als Abfall von Gott und der „heiligen Vernunft“, als das Böse und Teuflische schlechthin) allerdings nahe an mittelalterlichen religiös geprägten Krankheitskonzepten. Modernere Vorstellungen wurden etwa von Erich Stern publiziert. Starken Einfluss übte Pierre Janets Hysterieforschung in Deutschland aus (1853–1947). Janet legte erkenntnismäßige Grundlagen, die in der heutigen Psychoneuroimmunologie (PNI) ihre Bestätigung finden.
Missionarisch ähnlich eifrig, aber mit völlig entgegengesetzter Tendenz war ein Jahrhundert später Georg Groddeck. In einem von ihm in Baden-Baden gegründeten Sanatorium ergänzte er die Massagen des Körpers durch „Lockerungen von Seelenverkrampfungen“ mit Hilfe der Psychoanalyse. In seinem populärsten Werk, dem 1923 erschienenen „Buch vom Es“, verstand er die physischen Symptome von Krankheiten als Symbole, mit denen sich die von der öffentlichen Moral verdrängte und unterdrückte Macht des Lebens, das Es Ausdruck verschafft. Groddeck radikalisierte damit den Ansatz von Sigmund Freud in dessen Studien über Hysterie 1895: „Psychische Erregung, die nicht adäquat verarbeitet oder abgeführt werden kann, ‚springt‘ in einen Körperteil, wird also umgewandelt (Konversion)“. Das körperliche Leiden ist in dieser Vorstellung Symbol des unbewussten Konflikts bzw. Traumas.
Ein Schüler Sigmund Freuds war Wilhelm Reich, der nach den körperlichen Wirkkräften suchte, die eine Widerspiegelung von Freuds Triebmodell sein sollten. Seine Arbeit führte später zur Entwicklung der Bioenergetik und zu den modernen körperpsychotherapeutischen Schulen, die sich auf die Behandlung psychosomatischer Leiden spezialisiert haben. Das psychoanalytische Erklärungsmodell wurde bestimmend für einen bis heute verbreiteten Zweig der psychosomatischen Medizin (mit späteren teilweise erheblichen Modifikationen, unter anderem durch Felix Deutsch, Otto Fenichel, Harald Schultz-Hencke, Franz Alexander, Max Schur, Arthur Jores und Alexander Mitscherlich).
Eine Fülle weiterer Impulse kamen aus
- den anderen tiefenpsychologischen Schulen
- philosophisch-anthropologischen Ansätzen (z. B. Ludolf von Krehl: „Einheit der Persönlichkeit“, Viktor von Weizsäcker: „Einführung des Subjekts in die Heilkunde“, Wolfgang Jacob: „Kranksein und Krankheit“, Medard Boss: „Daseinsanalyse“),
- psychobiologischen (z. B. Flanders Dunbar) und psychophysiologischen Entwürfen (z. B. Walter Cannon: Affekte als Auslöser vegetativer Veränderungen; Iwan Petrowitsch Pawlow: bedingte Reflexe, Hans Selye: psychophysiologisches Stressmodell),

- der Weiterentwicklung der Psychophysiologie (Psychoneuroendokrinologie und Psychoneuroimmunologie)

- der Systemtheorie (z. B. Thure von Uexküll und Wolfgang Wesiak: „dynamisches bio-psycho-soziales Modell“, Herbert Weiner: „integratives (salutogenetisches) Modell von Gesundheit, Krankheit und Kranksein“, George L. Engel: „biopsychosoziales Modell“).

Der in der Psychosomatik häufig verwendete Begriff der funktionellen Syndrome hat zu einem Umdenken in der Medizin und zur praktischen Anwendung verschiedener neuer und älterer Krankheitskonzepte geführt.
Diese Vielzahl von theoretischen Konzepten kann als ein Ausdruck der lange Zeit nicht widerspruchsfrei beantworteten Fragen nach den Mechanismen gesehen werden, durch die Psychisches und Somatisches kausal miteinander verknüpft sind. Die neueren systemtheoretisch fundierten Modelle verzichten auf die Suche nach einfachen Ursache-Wirkungs-Ketten. Damit wird die Vorstellung aus der Pionierzeit aufgegeben, dass bestimmte „psychosomatische Krankheiten“ oder „Psychosomatosen“ von den übrigen Erkrankungen abzugrenzen wären.
Axel Schweickhardt definierte 2005:

„Psychosomatik bedeutet, dass Körper und Seele zwei untrennbar miteinander verbundene Aspekte des Menschen sind, die nur aus methodischen Gründen oder zum besseren Verständnis unterschieden werden. Dies bedingt keine »lineare« Kausalität in dem Sinne, dass psychische Störungen körperliche Krankheiten verursachen. Solches würde zu einem Dualismus führen, bei dem es Krankheiten mit psychischer Genese und Krankheiten mit somatischer Genese gäbe. (…) Ein einheitliches Modell für die Wechselwirkungen zwischen Körper, psychischen Prozessen und Umwelt existiert nicht. Meist werden Teilaspekte beschrieben, die von unterschiedlichen Theorien aufgenommen werden.“

Konversionsmodell: Dieses wurde von Sigmund Freud entwickelt, der es in seinen Studien zur Hysterie beschrieben hat. Grundannahme ist, dass die Erregungssumme einer uns Lust bereitenden Vorstellung ins Körperliche umgesetzt wird, um diese unschädlich zu machen.
De- und Resomatisierung: Dieses Modell wurde von Schur 1955 entwickelt. Es bezieht sich auf die in der Psychoanalyse beschriebenen leiblichen und seelischen, topischen und genetischen Progressionen sowie Regressionen. Hier wird angenommen, dass psychische Probleme durch den Körper ausgedrückt werden (Resomatisierung). Es wird ebenfalls angenommen, dass dies auch in der frühen Kindheit geschieht, wenn das Kind noch keine Möglichkeit hat, mit psychischen Problemen umgehen zu können.
Die biografische Medizin eröffnet einen weiteren Zugang zur Psychosomatik. Sie konzentriert sich auf den zeitlichen Zusammenhang der Symptome mit einem ungelösten, verdrängten und aktualisierten Konflikt. Sie geht davon aus, dass sich in der Anamnese, die sich am subjektiven biografischen Kalender des Patienten orientiert (Karl Friedrich Masuhr), Erinnerungsspuren (Sigmund Freud) finden, die exakt die Erstmanifestation körperlicher und psychischer Symptome aufzeigen. Denn im lebensgeschichtlichen Kontext (Viktor von Weizsäcker: Warum gerade jetzt?) erscheinen die Phänomene vor dem Hintergrund persönlich wichtiger Daten (Jahrestage). Betrachtet man aus der Sicht der biographischen Medizin also nicht nur den Querschnitt der Symptome (das Was), sondern auch den Schnittpunkt von persönlicher Biografie und Krankengeschichte (das Wann), so zeigt sich das Krankwerden in der biografischen Situation, die wiederum stark von einer äußeren Krise beeinflusst sein kann. Die dreidimensionale Sicht einer Krise ist der Blick auf den Schnittpunkt von Krankengeschichte, Lebensgeschichte und Zeitgeschichte.
Das neurophysiologische Modell: Seine Grundlagen wurden von Matthews und Mathews nach 2005 gelegt. Sie besagen, dass es ein neurologisches Areal gibt, in dem sich eine veränderte Wahrnehmung des eigenen Leibes niederschlägt, die sogenannte Körperkarte. Veränderungen dieser Karte sind unter anderem wesentlich für die verbreiteten Essstörungen und bei Störungen der Selbstwahrnehmung (Dissoziationen).
Die Forschungen von Ronald Grossarth-Maticek beschäftigen sich mit den Wechselwirkungen zwischen physischen, biografischen und psychischen Faktoren und möglichen Synergieeffekten. Umfassende Erkenntnisse und Fortschritte auf dem Gebiet der psychosomatischen Medizin sind außerdem dem Neurobiologen und Arzt Joachim Bauer zu verdanken.

## Forschung
Die psychosomatische Medizin ist ein relativ junges Fachgebiet. Die Entscheidung zur Einrichtung eines Fachgebietes Psychotherapeutische Medizin traf der 92. Deutsche Ärztetag in Köln im Jahr 1992. Im Mai 2003 erfolgte auf dem Ärztetag eine Umbenennung des Fachgebietes in Psychosomatische Medizin und Psychotherapie.
Seit etwa 1935 existiert die psychosomatische Medizin als eigenes Fach mit systematischer wissenschaftlicher Forschung. 1942 wurde die American Psychosomatic Society gegründet. In Deutschland wurde 1950 mit finanzieller Unterstützung der Rockefeller Foundation in Heidelberg die erste Abteilung für psychosomatische Medizin eingerichtet (unter Leitung Alexander Mitscherlichs). 1951 gründete Johannes Cremerius die Psychosomatischen Beratungsstellen in der Medizinischen und der Pädiatrischen Poliklinik der Ludwig-Maximilians-Universität München. 1953 folgte die Gründung einer Abteilung für stationäre Psychotherapie und Psychosomatik an der Universität Leipzig. Schon in den 1920er Jahren hatte sich dort eine psychoanalytisch arbeitende Gruppe um Therese Benedek gebildet. Wenig bekannt ist, dass der Mitteldeutsche Leipziger Rundfunk in seiner Pionierzeit in den 1920er Jahren die weltweit erste populärwissenschaftliche Sendung über Psychoanalyse und Psychosomatik ausstrahlte, die von Therese Benedek gestaltet worden war.
Im Jahre 1962 wurde an der Universität Gießen auf den neu eingerichteten Lehrstuhl für Psychosomatik Horst-Eberhard Richter berufen. Richter baute das Psychosomatische Universitätszentrum auf, dessen Direktor er wurde.
Im Jahr 1990 wurde im Deutschen Herzzentrum Berlin (DHZB) noch unter dessen damaligem Leiter Roland Hetzer der Funktionsbereich Psychosomatische Medizin für Kunstherz- und Transplantationspatienten eröffnet, den der Psychoanalytiker Wolfgang Albert aufbaute, seitdem leitet und dort seine Forschung betreibt.

## Aus- und Weiterbildung
In der Bundesrepublik Deutschland verankerte die ärztliche Approbationsordnung von 1970 psychosomatische Medizin und Psychotherapie erstmals als scheinpflichtige Unterrichtsfächer in der medizinischen Lehre. Danach wurden an fast allen medizinischen Fakultäten in der Bundesrepublik Abteilungen für psychosomatische Medizin eingerichtet. In der DDR wurde 1978 der „Facharzt für Psychotherapie“ geschaffen. Im Jahre 1992 wurde in der Bundesrepublik Deutschland neben dem Nervenarzt und dem Facharzt für Psychiatrie und Psychotherapie die Gebietsbezeichnung „Arzt für Psychotherapeutische Medizin“ eingeführt und in den Leitlinien für die Ausbildung festgelegt: „Gesundheit und Krankheit müssen als ein komplexes, vielfach verwobenes Gefüge verstanden werden, in dem biologische, psychologische und soziale Elemente von Gesundheit und Krankheit als gleichwertige Bedingungen der menschlichen Existenzen zu begreifen sind.“ Der Deutsche Ärztetag änderte diese Bezeichnung 2003 in Facharzt für Psychosomatische Medizin und Psychotherapie.
Nach der Musterweiterbildungsordnung der Bundesärztekammer umfasst das Gebiet „die Erkennung, psychotherapeutische Behandlung, Prävention und Rehabilitation von Krankheiten und Leidenszuständen, an deren Verursachung psychosoziale und psychosomatische Faktoren einschließlich dadurch bedingter körperlich-seelischer Wechselwirkungen maßgeblich beteiligt sind“. Es gibt dabei weite Überschneidungen zu den Ausbildungsvorschriften der Psychologischen Psychotherapeuten auf der einen und der Fachärzte für Psychiatrie und Psychotherapie auf der anderen Seite.

## Psychosomatische Grundversorgung
Auch in den übrigen Facharztweiterbildungen ist „Psychosomatische Grundversorgung“ obligatorischer Bestandteil der Weiterbildung (allerdings mit geringer Pflichtstundenzahl). Alle niedergelassenen Ärzte, die Leistungen der psychosomatischen Grundversorgung (psychodiagnostisches Gespräch, psychotherapeutische Intervention, Entspannungsverfahren) für gesetzlich krankenversicherte Patienten abrechnen wollen, müssen eine Qualifikation nachweisen, die in einem 80-stündigen Kurs erworben werden kann. Eine verbreitete Methode der Fortbildung in Psychosomatik stellen die auf ein Konzept Michael Balints zurückgehenden Balint-Gruppen dar.

## Bestehende Probleme
Der psychosomatische Ansatz trifft auf ein medizinisches System, das in vielen Bereichen dem Kausalitätsprinzip des kartesianischen Weltbilds folgt und einer Krankheit jeweils eine bestimmte Ursache zuzuordnen versucht. Entsprechend wird der Begriff „psychosomatisch“ sowohl von Laien als auch von Vertretern der Medizin häufig nicht in seiner ursprünglichen Bedeutung verstanden, sondern mit „psychogen“ gleichgesetzt. Patienten, die an körperlichen Symptomen leiden, fühlen sich dann missverstanden und oft als „eingebildet Kranke“ oder Simulanten stigmatisiert.
Oft dauert es lange, bis somatoforme Störungen als solche erkannt werden. Studien zeigten, dass manche Patienten über hundert ärztliche Kontakte und etwa sieben Jahre Patientenkarriere hinter sich hatten, ehe sie erstmals an einen Psychotherapeuten überwiesen wurden. Dies liegt unter anderem daran, dass die Patienten selbst die psychische Komponente ihrer Beschwerden nicht akzeptieren wollen und können – auch weil die Art und Weise ihrer Beschwerden mitunter allein auf körperliche „Fehlfunktionen“ hinzuweisen scheint.
Andererseits kommt es auch vor, dass bei unzureichenden Untersuchungen und unvollständigen Diagnosen bei schwer erkennbaren körperlichen Schäden die chronischen Beschwerden als psychosomatisches Problem gedeutet werden. Dies kann beispielsweise bei Instabilität der Halswirbelsäule nach einem Kapselriss an einem Facettengelenk oder beim diffusen Beschwerdebild nach einer Verletzung der Flügelbänder passieren. Eine solche Gefahr besteht insbesondere dann, wenn der Leidensdruck durch die chronischen Schmerzen zu einer Depression führt, die dann fälschlich als Ursache betrachtet wird anstatt als Folge.
Vielen Ärzten fehlt die entsprechende Ausbildung oder Erfahrung, richtungsweisende Signale des Patienten richtig einzuordnen. Aus diesen Gründen muss im Zweifelsfalle immer eine körperliche Abklärung der Beschwerden erfolgen. Außerdem müssen auch psychosomatische Erkrankungen stets auch auf der körperlichen Ebene behandelt werden.
Darüber, dass die meisten Krankheiten multikausal bedingt sind, herrscht heute weitgehend Einigkeit. Über die Gewichtung psychischer und körperlicher Faktoren bei unterschiedlichen Krankheitsbildern gibt es jedoch immer wieder unterschiedliche Positionen zwischen körperlich orientierten Medizinern und Vertretern der klinischen Psychosomatik. Neue Forschungsergebnisse führen zu Verschiebungen der Gewichtung. Ein Beispiel dafür ist das Magen- und Zwölffingerdarmgeschwür, das früher zu den „holy seven“ der psychosomatischen Krankheiten zählte. Seit der Erreger (das Bakterium Helicobacter pylori) in der erkrankten Magenschleimhaut in der ersten Hälfte der 1980er Jahre entdeckt wurde, haben körperliche Faktoren ein hohes Gewicht in der Beurteilung dieser Krankheit gefunden. Eine einwöchige Behandlung mit Antibiotika in Kombination mit einer zweiwöchigen Verabreichung eines Protonenpumpenhemmers führt in mehr als 90 % zu einer Ausrottung des Erregers und zu einer Heilung. Eine besondere Bedeutung der früher als „unfehlbares Merkmal“ des Ulcuspatienten gedeuteten „ausgeprägten Nasolabialfalte“ kann weder für die Diagnose der Erkrankung noch den Heilungserfolg beobachtet werden.
Kritiker der verschiedenen psychosomatischen Vorstellungen verweisen darauf, dass diese oft gar nicht oder nur unzureichend durch empirische Studien abgesichert sind. Vertreter dieser Modelle oder Theorien erweckten jedoch den Anschein, dass es sich dabei um Tatsachen handele.
Das Grundlagenwerk zur psychosomatischen Medizin von Thure von Uexküll stellt verschiedene Forschungsergebnisse zusammen und versucht auch berufspolitisch mehr Unterstützung im Sinne einer Abkürzung der langen Patientenkarrieren zu erreichen.

## Deutsches Behandlungssystem
Neben der ambulanten Behandlung durch Fachärzte für psychosomatische Medizin und Psychotherapie, Fachärzte für Psychiatrie und Psychotherapie, entsprechend weitergebildete Ärzte oder Psychologische Psychotherapeuten und körperpsychotherapeutisch qualifizierten Behandler, erfolgt die stationäre Behandlung in psychosomatischen Akutkrankenhäusern sowie psychosomatischen Rehakliniken.
2012 verfügte der stationäre Akutklinikbereich über insgesamt 21 psychosomatische Universitätsabteilungen sowie eine große Anzahl an psychosomatischen Abteilungen an weiteren Akutkrankenhäusern unterschiedlicher Trägerschaft.
Das Angebot der psychosomatischen Rehabilitation umfasst 175 Fachabteilungen und ca. 16.000 Betten in den Rehabilitationskliniken (Belegung nach § 111 SGB V) sowie etwa 2500 Betten in den psychosomatischen Akuteinrichtungen (Belegung nach § 108 SGB V). Jährlich werden in diesen Einrichtungen circa 125.000 stationäre Maßnahmen durchgeführt, Tendenz steigend.
Die Hauptzielgruppe des psychosomatischen Rehabilitationsangebots geht aber über die klassischen psychosomatischen Indikationen hinaus. Patienten mit psychischen Störungen wie Depression, Angststörungen oder „Burnout-Syndromen“ sind in den Einrichtungen sogar häufiger vertreten. Das Spezifische an der psychosomatischen Rehabilitation ist also vielmehr ein therapeutisches Angebot, das sich auf die ganzheitliche und funktionsorientierte Internationale Klassifikation der Funktionsfähigkeit, Behinderung und Gesundheit orientiert. In diesem Sinne kann die Behandlung in psychosomatischen Rehabilitationseinrichtungen „als besondere Form der medizinischen Rehabilitation verstanden werden, bei der im Rahmen eines ganzheitlichen Rehabilitationskonzepts psychotherapeutische Maßnahmen einen besonderen Stellenwert haben“.